# Allington (Kent)
Pour les articles homonymes, voir Allington.
Allington est un village du Kent, en Angleterre.